# Barabasjevka
De Barabasjevka (Russisch: Барабашевка), tot 1972 met de Chinese naam Mangoegaj (Мангугай) aangeduid, is een 61 kilometer lange rivier in het Russische Verre Oosten, in het zuiden van de Russische kraj Primorje (district Chasanski).
De rivier ontspringt op de westelijke hellingen van de 832 meter hoge vulkaan Sini Oetjos in de Zwarte Bergen aan de grens met China en stroomt in de bovenloop naar het noorden, om bij de berg Lesni af te buigen naar het westen en voorbij de monding van de beek Artilleriejski naar het zuidwesten. Nabij het plaatsje Primorski mondt de rivier uit in de Amoerbaai van de Japanse Zee.
De rivier kent een verval van 690 meter en een gemiddeld hellingspromillage van 10,1‰. De breedte aan de monding varieert tussen de 60 en 90 meter. De diepte bedraagt 1 tot 2 meter. In de zomer treedt de rivier regelmatig buiten haar oever als gevolg van aanhoudende zware regenval. Het waterniveau kan sterk stijgen en het amplitude fluctueert met een maximum van 2 meter.
De belangrijkste zijrivieren zijn de Poperetsjka (links; bij de 45e kilometer vanaf de monding), Ovtsjinnikova (links, 34e km), Bogaty (links, 26e km), Vtoroj Izvestkovy (rechts, 20e km) en de Fillipovka (links, 15e km).
Langs de rivier bevinden zich de plaatsen Ovtsjinnikovo en Barabasj. Tussen deze beide plaatsen ligt de onbewoonde plaats Krasny Oetes, waar zich een testterrein (polygon) van het Russische leger bevindt. Iets stroomopwaarts van Ovtsjinnikovo bevindt zich de verlaten legerbasis Pogran-Petrovka en nog iets verder stroomopwaarts een artilleriecaponnière.